# Gnaphosa fallax
Gnaphosa fallax är en spindelart som beskrevs av Herman 1879. Gnaphosa fallax ingår i släktet Gnaphosa och familjen plattbuksspindlar.
Artens utbredningsområde är Ungern. Inga underarter finns listade i Catalogue of Life.